# Punta Chame
Punta Chame es un corregimiento del distrito de Chame en la provincia de Panamá Oeste, República de Panamá. La localidad tiene 256 habitantes (2010).